# Hegewald

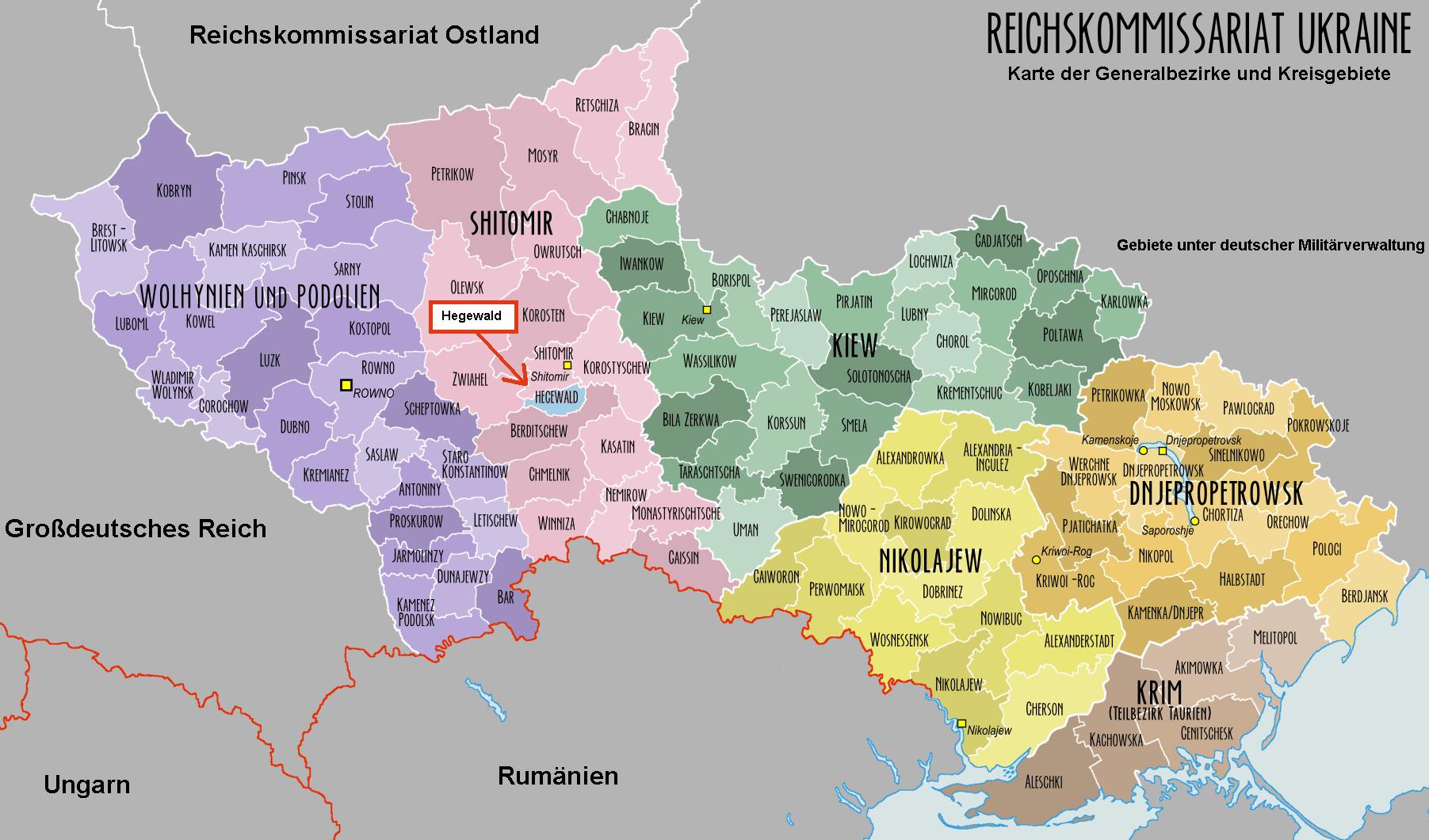
Hegewalds läge inom Rikskommissariatet Ukraina.

Hegewald var en tysk koloni i det av Nazityskland ockuperade Ukraina. Kolonin, som ägde bestånd 1942–1943, var avsedd för 10 000 nybyggare från Volhynien, vilka hade bedömts vara Volksdeutsche. Ukrainare fördrevs eller dödades för att ge plats åt dessa etniska tyskar.
Koloniprojektet Hegewald presenterades den 16 september 1942 av Reichsführer-SS Heinrich Himmler i hans egenskap av Rikskommissarie för befästandet av den tyska folkstammen. Projektet försvårades av partisanaktiviteter i området och i november 1943 tvingades nybyggarna fly för den framryckande Röda armén.